# Steven Mckenna
Steven Mckenna (1991) es un deportista australiano que compite en triatlón. Ganó una medalla de plata en el Campeonato Mundial de Triatlón de Larga Distancia de 2024.

## Palmarés internacional
| Campeonato Mundial | Campeonato Mundial     | Campeonato Mundial | Campeonato Mundial |
| Año                | Lugar                  | Medalla            | Prueba             |
| ------------------ | ---------------------- | ------------------ | ------------------ |
| 2024               | Townsville (Australia) | Medalla de plata   | Individual         |